# Ritterstraße 6 (Magdeburg)

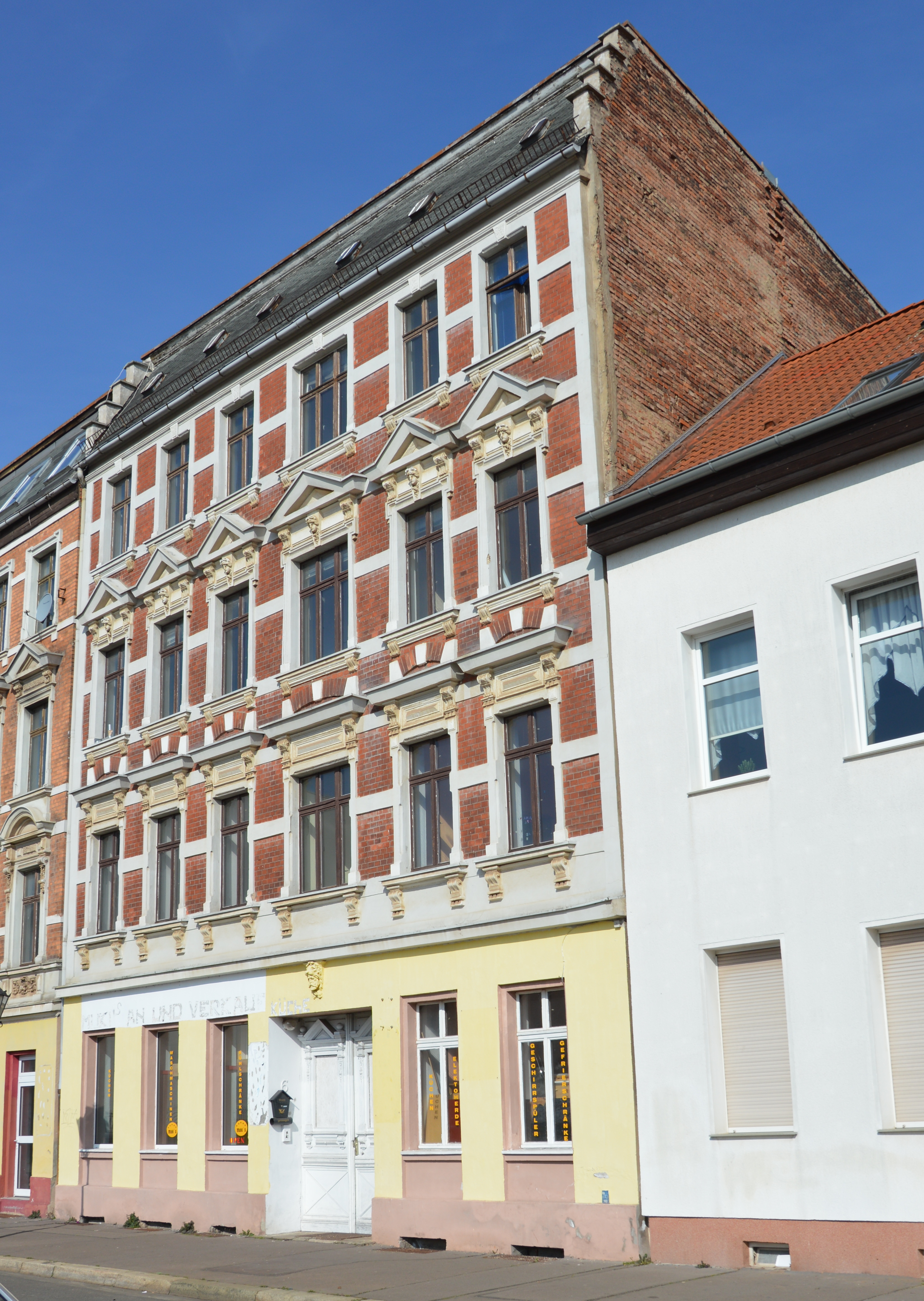
Ritterstraße 6

Das Gebäude Ritterstraße 6 ist denkmalgeschütztes Wohnhaus in Magdeburg in Sachsen-Anhalt.

## Lage
Das Gebäude befindet sich auf der Nordseite der Ritterstraße im Magdeburger Stadtteil Neue Neustadt. Westlich grenzt das gleichfalls denkmalgeschützte Haus Ritterstraße 7 an.

## Architektur und Geschichte
Der viergeschossige Ziegelbau wurde im Jahr 1890 durch den Zimmermeister W. Scheumitz für den Tischlermeister Albert Fehle errichtet. Die sechsachsige Fassade ist mit Formen im Stil der Neorenaissance gestaltet und verfügt über eine repräsentative Putzgliederung. Der Eingang befindet sich in der vierten Achse von links. Am Erdgeschoss ist die Fassade rustiziert. An der Fassade der oberen Geschosse fallen die reich profilierten Fenstergewände und -verdachungen auf. Bedeckt ist das Gebäude mit einem Mansarddach.
Zusammen mit der benachbarten Hausnummer 7 stellt das Gebäude eine für die Gründerzeit typische Gestaltung dar. Die Häusergruppe ist ein Relikt der gründerzeitlichen Bebauung der Neuen Neustadt.
Im örtlichen Denkmalverzeichnis ist das Gebäude unter der Erfassungsnummer 094 82837 als Wohnhaus verzeichnet.